# Björn Thurau
Björn Thureau (Fráncfort del Meno, Alemania, 23 de julio de 1988) es un ciclista alemán que fue profesional entre 2007 y 2019.
En categoría júnior ganó el Gran Premio Rüebliland en 2006. En octubre de 2019 anunció su retirada como ciclista profesional a los 31 años de edad. Casi dos años después, en septiembre de 2021, fue sancionado por la NADA con nueve años y medio desde el 19 de agosto de 2021, así como la anulación de sus resultados desde el 21 de diciembre de 2010, al estar involucrado con el uso y/o la venta de sustancias prohibidas.
Su padre, Dietrich Thurau, también fue ciclista profesional.

## Palmarés
No consiguió ninguna victoria profesional.

## Resultados en Grandes Vueltas
| Carrera | Carrera         | 2007 | 2008 | 2009 | 2010 | 2011 | 2012 | 2013 | 2014 | 2015 | 2016 | 2017 | 2018 | 2019 |
| ------- | --------------- | ---- | ---- | ---- | ---- | ---- | ---- | ---- | ---- | ---- | ---- | ---- | ---- | ---- |
|         | Giro de Italia  | —    | —    | —    | —    | —    | —    | —    | Ab.  | —    | —    | —    | —    | —    |
|         | Tour de Francia | —    | —    | —    | —    | —    | —    | —    | —    | —    | —    | —    | —    | —    |
|         | Vuelta a España | —    | —    | —    | —    | —    | —    | —    | —    | —    | —    | —    | —    | —    |

—: no participa

Ab.: abandono